# 노랑꼬리쥐
노랑꼬리쥐(Rattus xanthurus)는 쥐과에 속하는 설치류 포유류이다. 인도네시아 술라웨시섬 북동부 지역에서만 발견된다.

## 특징
꼬리 길이 293~330mm를 제외한 몸길이가 240~260mm인 작은 설치류다. 발 길이는 45~48mm이다. 등 쪽 털은 갈색빛 회색을 디는 반면에 배와 볼 쪽은 희다. 핵형은 2n=42, FN=59~60이다.

## 생태
땅 위에서 주로 생활하는 육상성 동물이다. 먹이는 열매로 추정된다.

## 분포 및 서식지
술라웨시섬 북동부 지역의 토착종이다. 해발 최대 1,000m 이하의 저지대 열대 습윤 숲 일차림에서 서식한다.